# Louis Moreau Gottschalk

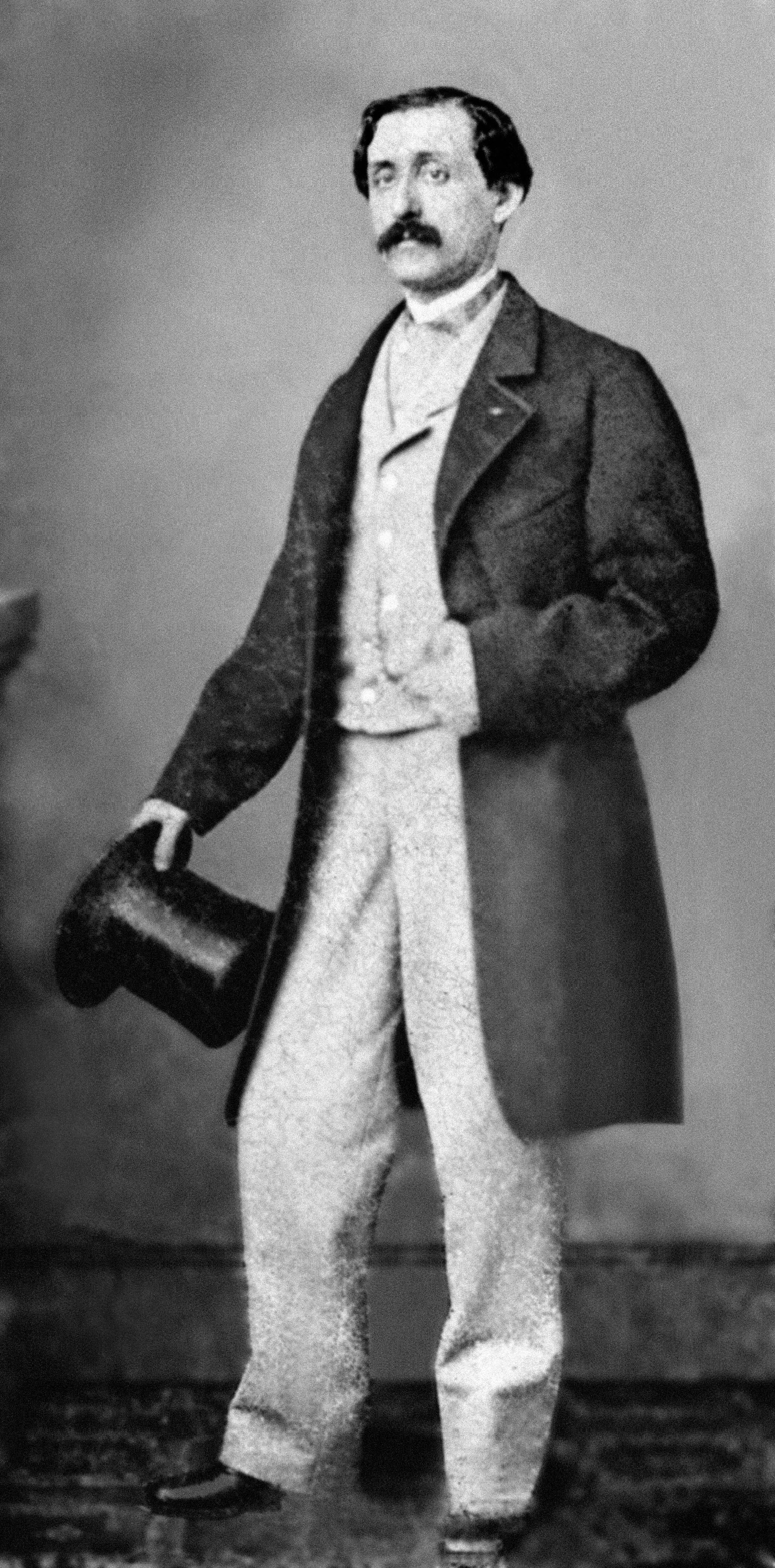
Louis Moreau Gottschalk.

Louis Moreau Gottschalk (New Orleans, 8 maggio 1829 – Rio de Janeiro, 18 dicembre 1869) è stato un compositore e pianista statunitense, conosciuto soprattutto come virtuoso per l'esecuzione delle sue stesse opere.

## Biografia
Nacque l'8 maggio 1829 a New Orleans (Louisiana), figlio di un ebreo tedesco e di una creola bianca originaria di Haiti. Bambino prodigio, cominciò a studiare con François Letellier, organista e maestro di cappella nella cattedrale di Saint-Louis a New Orleans.
Nel 1841 si recò a Parigi per perfezionare la sua educazione musicale. Non riuscì a farsi ammettere al Conservatorio, poiché Pierre Zimmermann, allora direttore della classe di pianoforte, lo respinse senza nemmeno fargli un'audizione, liquidandolo in quanto americano con la frase «L'America è solo un Paese di macchine a vapore».
Nella capitale francese i suoi insegnanti furono Charles Hallé e soprattutto Camille-Marie Stamaty (quest'ultimo avrà in seguito fra i suoi allievi anche Camille Saint-Saëns); prese inoltre lezioni private di composizione con Pierre Maleden.
Nel 1845 il sedicenne Gottschalk tenne il suo primo concerto alla Sala Pleyel, suonando fra l'altro il Concerto n. 1 per pianoforte e orchestra in mi minore di Fryderyk Chopin presente lo stesso autore; Chopin alla fine dell'esibizione andò a congratularsi con Gottschalk, predicendogli che sarebbe divenuto «il re dei pianisti».
Nel 1850 fece un viaggio in Savoia e Svizzera, dando una serie di concerti a Ginevra, Aix-les-Bains, Losanna, Vevey, Yverdon e Neuchâtel. Dopo un breve ritorno a Parigi, partì per una tournée di concerti in Spagna; qui fu invitato dalla Corte reale all'Escorial, per tenervi un concerto privato.
Dopo essere tornato in Francia, nel dicembre 1852 s'imbarca a Le Havre alla volta degli Stati Uniti. Qui dà un primo concerto a New York, l'11 febbraio 1853, che registra un deciso successo, e sarà il primo di una lunga serie di esibizioni negli USA, a Cuba e in Canada. Nel 1857, accompagnato dall'allora quattordicenne soprano Adelina Patti, intraprende una tournée, componendo e tenendo concerti a Cuba, Porto Rico, Guadalupa, Martinica, Venezuela, le Guayane e il Brasile.
A partire da febbraio 1862 riprende a suonare negli Stati Uniti; nei tre anni sino al 1865, stando a un giornale di San Francisco, «percorre 95000 miglia in treno e dà 1100 concerti». Proprio la stampa di San Francisco montò contro Gottschalk uno scandalo per una presunta relazione con un'allieva del Seminario femminile di Oakland, accusa che, sebbene negata da Gottschalk, lo costrinse a lasciare precipitosamente gli USA, nel settembre del 1865, per non farvi più ritorno.
Successivamente viaggia in America Centrale e Meridionale, soggiornando a Panama, in Argentina, Uruguay, Cile, Perù e il Brasile.
Gottschalk muore, il 18 dicembre 1869, in un albergo di Tijuca, presso Rio de Janeiro, verosimilmente a causa di un'appendicite e delle conseguenze dei trattamenti dell'epoca per curare la sifilide. Nel 1870 i suoi resti sono stati rimpatriati negli Stati Uniti per essere inumati nel Cimitero di Green-Wood a Brooklyn (New York), dove gli è stato eretto un monumento.

## Opere
La musica di Gottschalk ebbe molta popolarità alla sua epoca, e le sue prime composizioni fecero sensazione in Europa. Egli fu il primo pianista nordamericano a conseguire un riconoscimento internazionale e il primo compositore statunitense a impiegare ritmi e temi propri della musica creolla e latinoamericana.
Benché abbia scritto opere e sinfonie (fra cui A Night in the Tropics e À Montevideo), Gottschalk è meglio conosciuto per i suoi oltre 200 pezzi per pianoforte, spesso basati su reminiscenze della musica ascoltata nei suoi primi anni in Louisiana, come Le Bananier, La Bamboula, L'Union, Le Banjo e The Dying Poet.